# Maison familiale de Đorđe Manojlović
Pour les articles homonymes, voir Manojlović.
La maison familiale de Đorđe Manojlović (en serbe cyrillique : Породична кућа Ђорђа Манојловића ; en serbe latin : Porodična kuća Đorđa Manojlovića) est située à Subotica, dans la province de Voïvodine et dans le district de Bačka septentrionale, en Serbie. Elle est inscrite sur la liste des monuments culturels de grande importance de la république de Serbie (identifiant no SK 1223).

## Présentation
La maison, située au no 12 du Korzo a été construite en 1881 sur des plans de l'architecte Titus Mačković (hr). Elle est caractéristique du style éclectique avec des influences du style néo-Renaissance.
Cette maison d'angle est constituée d'un sous-sol, d'un rez-de-chaussée et d'un étage. À l'angle de l'étage se trouve une loggia avec des fenêtres en plein cintre. Les fenêtres du rez-de-chaussée sont dotées de linteaux aplatis tandis que celles des parties saillantes de l'étage sont surmontées d'architraves portant des frontons triangulaires.